# Курсько-Обояньська операція
Курсько-Обояньська операція (рос. Курско-Обоянская операция) (20 грудня 1941—26 січня 1942) — фронтова наступальна операція правого крила Південно-Західного фронту радянських військ на курському та обоянському напрямках з метою розгрому угруповань противника, що їм протистояли. Курсько-Обояньська операція була складовою частиною загального стратегічного наступу Червоної армії взимку 1942 року, що проводився групою фронтів у ході битви під Москвою.

## Історія

### Передумови
Наприкінці грудня 1941 року в ході успішного розвитку стратегічного зимового наступу Червоної армії на німецько-радянському фронті Ставка доручила командуванню Південно-Західного фронту підготувати наступальну операцію з розгрому військ вермахту на курському та обоянському напрямках. У першій половині грудня на лінії цього фронту в ході Єлецької операції війська 3-ї і 13-ї армій завдали поразки німецьким військам, хоча сусідня з ними 40-ва армія, яка діяла південніше, сковувала сили противника і атакувала у напрямку Черемисиново з рубежу річки Кшень, але безрезультатно. Часу командувачу фронтом генералу Федору Костенку на підготовку до операції було виділено обмаль, значного поповнення для проведення нового наступу не виділялося, до того ж відчувався брак боєприпасів.

### Хід операції
20 грудня 1941 року на виконання наказу командувача фронтом 40-ва армія перейшла в наступ. Первинним завданням армії генерал-лейтенанта Кузьми Подласа був вихід на рубіж річки Тим, а потім продовження наступу на Курськ. 25 грудня, просунувшись з важкими боями на 10-12 км, армія штурмом звільнила сильно укріплене селище Тим, а до 28 грудня 1941 року вийшла на рубіж річки Тим і форсувала її. 28 грудня 1941 року у наступ перейшла і 21-ша армія генерала Василя Гордова на обоянському напрямку, звільнивши в перший день 5 сіл, а наступного дня — ще 2 села і перерізавши залізницю Курськ — Бєлгород.
1 січня 1942 року війська 21-ї армії, продовжуючи наступ, вийшли до села і опорного пункту Мар'їно, але змогли захопити його тільки на світанку 4 січня. 3 січня частини 21-ї армії оволоділи населеними пунктами Городище, Кривцово, Зоринські Двори, перехопивши шосе Обоянь — Бєлгород. 4 січня Червона армія звільнила села Нагольне і Бобришево (центр Кривцовського району), був ліквідований раніше блокований гарнізон у селі Шахова. 5 січня 1942 року радянські війська вийшли до прилеглих до Обояні сіл Козацьке, Пушкарне і Стрілецьке.
Ще вдень 4 січня формування армії здійснили перші спроби увірвалися на східну околицю Обояни, а до 5 січня Обоянь в цілому була блокована. Проти ночі на 7 січня 1942 року була проведена вирішальна спроба звільнення Обояні. За добу штурму радянським військам кілька разів вдавалося вриватися в центр міста, але здебільшого кожен раз вони були витіснені звідти. Для перелому в операції в смузі 21-ї армії в бій була введена 8-ма мотострілецька дивізія НКВС, яка 9 січня прорвалася до центру Обояні. Однак вже 10 січня з метою уникнення оточення радянські війська були змушені залишити місто. Німці відтіснили їх від Обояні приблизно на 20 кілометрів, до села Красниково, де радянські частини перейшли до оборони приблизно на тих самих рубежах, звідки і почався наступ. З 11 січня почалися запеклі бої на цьому рубежі, сторони вимотували один одного взаємними атаками.
В цілому, в ході операції, війська Південно-Західного фронту не досягли визначених цілей, незважаючи на наполегливі атаки. У смузі наступу 40-ї армії лінія фронту до кінця операції перемістилася на північний захід на відстань від 15 до 35 кілометрів, у смузі 21-ї армії залишилася приблизно там же, де була на початку операції.